# Luidia alternata
Luidia alternata is een kamster uit de familie Luidiidae.
De wetenschappelijke naam van de soort werd, als Asterias alternata, in 1825 gepubliceerd door Thomas Say.